# 川和田実
川和田 実 （かわわだ みのる、1952年1月16日 - ）は、 松濤館 空手の日本の指導者。  彼は、形と組手両方のJKA主宰の世界選手権で優勝したほか、形でJKA全日本選手権にも2度優勝制覇。 現在は、 日本空手協会技術部の副部長と本部道場 指導員、および中山正敏によって設立された有名な抱一龕道場 の道場主。
1952年1月16日に茨城県に生まれる。 拓殖大学 に進学する。空手は高校入学年に開始した。 

## 戦績
空手競技で活躍する。おもな戦績は以下の通り
- 第30回JKA全日本空手道選手権（1987）-トーナメントグランドチャンピオン; 1位カタ; 3位組手
- 第29回JKA全日本空手道選手権（1986）-1位カタ
- 第1回松濤ワールドカップ空手道選手権大会（東京、1985）-第1位組手1位カタ
- 第28回JKA全日本空手道選手権（1985）-3位組手